# Rebecca R. Richards-Kortum
Rebecca Richards-Kortum (nacida el 14 de abril de 1964) es una bioingeniera estadounidense y profesora de la Universidad Malcolm Gillis en la Universidad Rice. Es profesora de los departamentos de Bioingeniería e Ingeniería Eléctrica e Informática, y es Directora de Rice 360°: Institute for Global Health, y fundadora de Beyond Traditional Borders. Es la directora del Instituto de Biociencias y Bioingeniería, y asesora al Rector en materia de investigación relacionada con la salud.
Richards-Kortum ha recibido el Premio Pierre Galletti, máximo galardón del Instituto Americano de Ingeniería Médica y Biológica (AIMBE), por su contribución a la sanidad mundial y a la tecnología de la bioingeniería.

## Primeros años
Richards-Kortum creció en Grand Island, Nebraska. Le gustaban las matemáticas y las ciencias en la escuela primaria y estudió en la Universidad de Nebraska-Lincoln después del instituto. Debido a la escasez de mentoras y modelos de conducta femeninos, al principio aspiraba a ser profesora de matemáticas y ciencias en un instituto tras su graduación. Su trayectoria cambió tras licenciarse con sobresaliente en Física y Matemáticas, cuando se planteó estudiar un doctorado tras conocer la investigación universitaria. Estudió en el Instituto Tecnológico de Massachusetts y obtuvo un máster en física en 1987 y un doctorado en física médica en 1990.

## Carrera e investigación
Richards-Kortum comenzó su carrera académica en el departamento de ingeniería eléctrica e informática de la Universidad de Texas en Austin, donde ascendió de ayudante a profesora asociada y luego a catedrática. Posteriormente se incorporó a la facultad de bioingeniería de la Universidad Rice, donde obtuvo el rango de Catedrática de Universidad, lo que significa que puede enseñar en cualquier departamento académico y en todas las disciplinas.
Está especializada en la creación de nuevas tecnologías para prestar asistencia sanitaria a poblaciones vulnerables, entre ellas métodos de diagnóstico de cánceres, métodos para tratar la ictericia en recién nacidos y una máquina de presión positiva continua en las vías respiratorias con burbujas para bebés prematuros incapaces de respirar por sí mismos.
Tras enterarse de que muchas personas carecían de acceso a opciones de detección precoz del cáncer, desarrolló un sistema de imagen por batería de bajo coste que podía detectar tejidos premalignos sin necesidad de biopsia. Esta innovación se amplió posteriormente para detectar el cáncer oral, el cáncer de cuello de útero y reducir las biopsias en cerca del 90% de los pacientes con lesiones benignas de cáncer de esófago. Su laboratorio trabaja en el avance de la nanotecnología y la imagen molecular para desarrollar sistemas de imagen óptica portátiles y baratos. Puede monitorizar la respuesta del paciente a la terapia, así como evaluar los límites del tumor.
En 2005, se percató de la falta de recursos en cuanto a equipos e infraestructuras para bebés prematuros en zonas empobrecidas. Junto con otro profesor de la Universidad Rice, creó el Instituto Rice 360° para la Salud Mundial, donde desarrolló dispositivos de bajo consumo y bajo coste. El instituto ha creado un sinfín de soluciones que van desde el sistema CPAP Pumani, que sirve para ayudar a los recién nacidos con problemas respiratorios, BiliSpec, una herramienta de diagnóstico de la ictericia que mide los niveles de bilirrubina, y DoseRight, una solución para la administración precisa de medicación líquida a los niños.
Además, es cofundadora de Beyond Traditional Borders (Más allá de las fronteras tradicionales), un plan de estudios para que los estudiantes conviertan los contenidos de clase en soluciones para la salud mundial. En el marco de este curso, los estudiantes deben crear una tecnología que responda a una necesidad sanitaria mundial como parte de un proyecto final. En el marco de esta asignatura, ha trabajado con estudiantes para crear lámparas de fototerapia basadas en LED y máquinas de presión positiva en las vías respiratorias.

## Publicaciones
Es autora del libro de texto Biomedical Engineering for Global Health (Cambridge University Press, 2010) y autora o coautora de más de 315 artículos de investigación, 13 capítulos de libros y 40 patentes.

## Premios y distinciones
En 2018, Richards-Kortum fue seleccionada como una de los cinco científicos estadounidenses que trabajarán en el Departamento de Estado de Estados Unidos como enviada científica estadounidense para la seguridad sanitaria. A través de este cargo, se centrará en ampliar la investigación en ingeniería estadounidense a África para crear más capacidad de colaboración.
También es finalista de la subvención de la Fundación MacArthur en 2017, donde recibió millones de dólares para que su equipo desarrollara e implementara su tecnología neonatal que se estima previene más del 85 por ciento de las muertes de recién nacidos en África.
En reconocimiento a su trabajo, Richards-Kortum recibió una beca MacArthur en 2016. Fue elegida miembro de la Academia Nacional de Ingeniería en 2008 y de la Academia Nacional de Ciencias y de la Academia Estadounidense de Artes y Ciencias en 2015.
En 2016 recibió el Premio Pierre Galletti, el máximo honor del Instituto Americano de Ingeniería Médica y Biológica (AIMBE), por sus contribuciones a la atención sanitaria mundial y la tecnología de bioingeniería. En su discurso Pierre Galletti ante la AIMBE, señaló que la mayor disparidad de género en la transición profesional se produce en el paso de estudiante de posgrado/postdoctorado a profesor asistente, y retó a los líderes de la bioingeniería a animar a las mujeres a optar a puestos académicos, especialmente en la "milla 20" del "maratón" académico.
Fue elegida miembro de la Sociedad Filosófica Estadounidense en 2017.
En 2014, Richards-Kortum recibió el premio Michael S. Feld Biophotonics de The Optical Society por sus "contribuciones excepcionales al avance de las aplicaciones de la óptica en el diagnóstico de enfermedades y su trabajo inspirador en la difusión de tecnologías sanitarias de bajo costo en el mundo en desarrollo".
En 2008, fue nombrada profesora del Instituto Médico Howard Hughes y recibió una beca para el programa universitario de salud global en Rice. Este programa ganó el premio científico de Instrucción basada en la investigación de la revista Science y el Premio Lemelson-MIT a la Innovación Global.
También figura en la lista de los 50 líderes más importantes del mundo de la revista Fortune.